# Burg Groß-Ringelstein
Die Burg Groß-Ringelstein, auch Ringelsburg genannt, ist die Ruine einer Höhenburg auf dem 645 m hohen Grand Ringelsberg in den elsässischen Vogesen in Frankreich. Die Burg wird auf das späte 12. Jahrhundert datiert; sie ist jünger als die benachbarte Burg Klein-Ringelstein, deren Nachfolgebau sie möglicherweise ist. Im Jahr 1470 wurde Groß-Ringelstein durch kurpfälzische Truppen zerstört und verfiel zu einer Ruine. Die Burg war im Besitz der Grafen von Eguisheim, welche erstmals in der Mitte des 12. Jahrhunderts Erwähnung fanden. Nach dem Aussterben der Familie wechselte die Burg an den Bischof von Straßburg.